# 정재용 (1886년)
정재용(鄭在鎔, 1886년 11월 6일~1976년 12월 31일)은 대한민국의 독립운동가이다.

## 활동
황해도 해주에서 태어났으며, 1911년에 당시 6년제였던 경신중학교를 졸업하였다. 1919년 3월 1일 파고다공원(현 탑골공원)에서 민족 대표, 종교계 대표, 학생 대표들이 모여 독립선언식을 거행할 것을 알고 약 5천 명의 학생들과 함께 참석하였다.
이날 민족대표들이 독립선언식 장소를 인사동 태화관으로 옮기고 나타나지 않아 군중들이 혼란에 빠지자, 팔각정 단상으로 올라가서 독립선언서를 낭독하였다. 이에 격앙된 수천 명의 학생과 군중들은 만세를 외치며 독립만세 시위를 전개하였다.
이 일로 같은 해 8월 체포되어 평양 감옥에서 2년 6월형을 선고받고 감옥생활을 하였다. 출옥한 뒤에는 독립운동 단체인 의용단에 참가하여 서광신, 이기춘 등과 함께 항일운동에 진력하였다.
1977년에 건국포장, 1990년에 건국훈장 애국장이 추서되었다.

## 백운대
서울의 북한산(836m)의 최고 암봉(岩峰), 백운대에는 한자 69자가 해서체로 암각되어 있는데, 이 글은 독립운동가인 정재용이 3.1운동과 관련되었다는 사실의 일단을, 일제의 눈을 피해, 후세에 길이 알리기 위해 새겨놓은 것으로 알려져 있다. 바위 네 귀퉁이에 敬天愛人(경천애인, 하늘을 우러르고 사람을 사랑한다)의 네 글자를 파 놓고 “독립선언문은 기미년 2월 10일 육당 최남선이 썼고 3월1일 탑골공원에서 정재용이 독립선언 만세를 이끌었다.”라는 내용을 한자로 새겨놓았다. 시기는 광복 이전에 새겨진 것으로 추정하고 있다.

## 같이 보기
- 3·1 운동
- 3.1 독립선언서
- 제칠일안식일예수재림교회

## 참고 문헌
- 「북한산 둘레길 걷기여행」, 이승태 저, 상상출판(2010년, 203p)